# 벨기에 왕자 아메데오
외스터라이히에스테 공자 벨기에 왕자 아메데오(Prince Amedeo of Belgium, Hereditary Archduke of Austria-Este, 1986년 2월 21일 ~ )는 벨기에 국왕 알베르 2세의 외손자이며, 따라서 벨기에 왕실의 일원이다. 그는 또한 합스부르크로레인 왕가의 생도 분가인 외스터라이히에스테 왕가의 상속자이며, 벨기에 왕위 계승 서열 6위이다.